# Rachelle Lefèvre
Rachelle Lefevre (n. Rachelle Marie Lefevre, 1 februarie 1979) este o actrița canadiană, cunoscută pentru rolul Victoria din filmele Twilight (2008) și continuarea sa New Moon (2009), bazate pe romanele lui Stephenie Meyer.

## Filmografie

### Televiziune
- Under the Dome (serial TV) (2013)